# Couto (Arcos de Valdevez)
Couto is een plaats (freguesia) in de Portugese gemeente Arcos de Valdevez en telt 641 inwoners (2001).

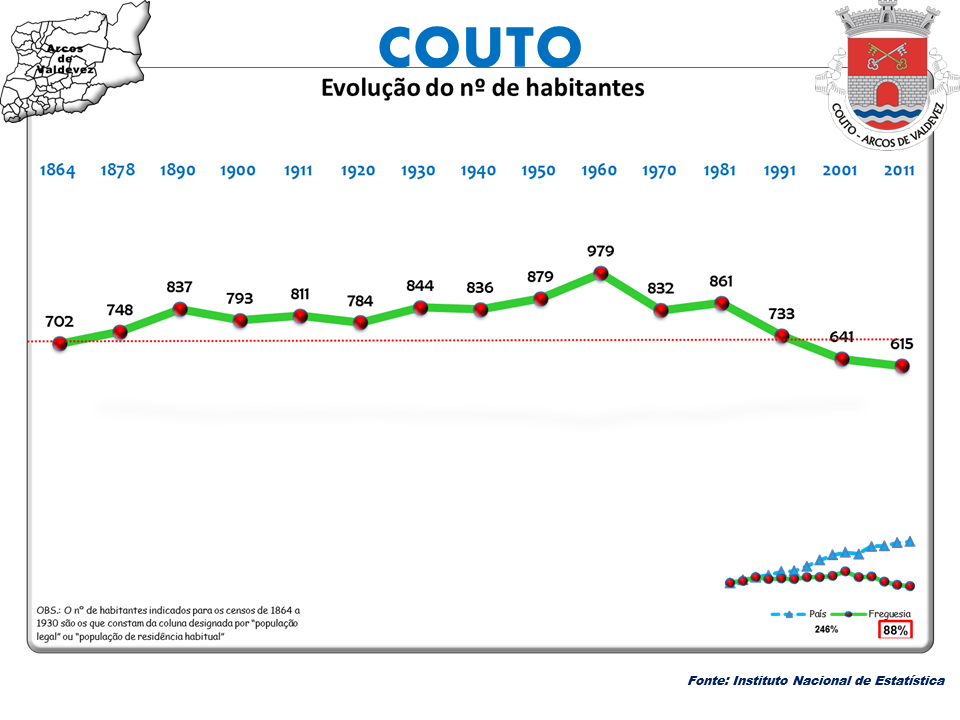
Bevolkingsontwikkeling tussen 1864 en 2011